# Daomu Biji
Daomu Biji (Chino simplificado) traducido de diversas formas como Grave Robbers' Chronicles, inglés Grave Robbery Note, manhua  y The Lost Tomb, edición completa, es una serie de novelas sobre las aventuras de robo de tumbas de Wu Xie, un joven procedente de una familia  asaltantes de tumbas durante siglos. La serie fue escrita por Xu Lei (en chino: 徐磊), más conocido por su seudónimo Nan Pai San Shu (南派三叔). Se serializó por primera vez en línea en Qidian China (Chino simplificado'Starting Point Chinese Net'), un sitio web chino para publicar, escribir y leer novelas, como una obra de fan de Ghost Blows Out the Light originalmente. Escrita en un lapso de cinco años y publicada como nueve novelas separadas, es una de las series de novelas más populares en China desde 2007 con varios millones de seguidores y más de 20 millones de copias vendidas. El autor también ha escrito dos secuelas, Zang Hai Hua ( en chino: 藏海花), Sha Hai (en chino: 沙海), que continuó la historia del personaje principal, ninguno de los cuales estaba terminado en el momento en que el autor anunció que dejaría de escribir el 22 de marzo de 2013. El autor volvió a escribir en 2019 con otra secuela, Reboot: Thunder at the Distant Sea (en chino: 重启之极海听雷).
Junto con Ghost Blows Out the Light, Daomu ha contribuido en gran medida a crear una locura y un mercado posterior en el área de la Gran China para novelas centradas en el robo de tumbas que también tratan sobre lo sobrenatural.

## Trama
Hace cincuenta años, un grupo de ladrones de tumbas de Changsha desenterró manuscritos de la ubicación de tesoros de los estados en guerra, pero un encuentro con un no-muerto provocó la muerte de casi todo el grupo. En el presente, el joven nieto del único sobreviviente, Wu Xie, descubre un secreto dentro de las notas de su abuelo. Junto con su tercer tío, Wu Sanxing, y algunos otros ladrones de tumbas experimentados, para buscar el tesoro. Pero nadie esperaba encontrar los intrigantes misterios que acompañaron su aventura de robo de tumbas: ¿quién era el dueño de esa tumba? ¿Serán capaces de encontrar el ataúd real? ¿Y adónde llevarán estos rompecabezas al grupo?. 
Al embarcarse en ocho volúmenes de aventuras, mientras Wu Xie desentraña lentamente misterios milenarios, ve el deterioro de su mundo ingenuo cuando descubre que las personas que lo rodean no son lo que parecen y que no podía confiar en nadie en este robo de tumbas. mundo de engaño y mentiras.

## Personajes principales
- Wu Xie (en chino: 吴邪 ): El personaje del punto de vista y protagonista principal. Él es de la familia Hangzhou Wu, uno de los Viejos Nueve de Changsha, un grupo de familias que han saqueado tumbas durante siglos. Al comienzo del primer libro, se une a su tío Wu Sanxing para experimentar el robo de tumbas por primera vez, lo que desencadena la serie de eventos que vendrán en libros posteriores. Su nombre es un homófono de "inocente" (无邪, también pronunciado "Wu Xie"), lo que indica su naturaleza crédula.
- Zhang Qiling (en chino: 张起灵): Un hombre con un pasado misterioso cuya historia encabeza los últimos volúmenes de las crónicas. A menudo lo contratan como asistente en muchos esfuerzos de robo de tumbas y es muy competente en eso; Se sabe muy poco sobre él, incluso su nombre real. Él es de la verdadera rama de la familia Zhang, uno de los Viejos Nueve de Changsha. Como todos los miembros de la verdadera rama de la familia Zhang, tiene un tatuaje de Qilin que se extiende por su hombro izquierdo, se nota que su sangre protege del mal, y su índice y su dedo medio son notablemente más largos que sus otros dedos.
- "Gordo" Wang (en chino: 王胖子): Apodado "Gold Getting Xiao Wei", es un ladrón de tumbas del norte (a diferencia de Wu Xie, del sur) y forma equipo con Wu Xie y Zhang Qiling a lo largo de los libros; juntos se conocen como el "Triángulo de Hierro".
- Wu Sanxing (en chino: 吴三省): tercer tío de Wu Xie. Un ladrón de tumbas experimentado con algunos secretos bien guardados.
- Pan Zi (en chino: 潘子): La mano derecha de Sanxing, que había servido en la guerra sino-vietnamita antes de convertirse en ladrón de tumbas.
- A'ning (en chino: 阿宁): Una ladrona de tumbas y la primera mujer importante presentada en la serie, sus motivos no están claros, pero parece estar trabajando en contra de los protagonistas. Tiene vínculos con Henry Cox, el antagonista de Changsha Old Nine.
- Yun Cai : una chica Yao que ayuda a Fat Wang y Wu Xie durante sus aventuras en Yunnan .
- Hei Yanjing (en chino: 黑眼镜): Un mercenario con un pasado misterioso y se cree que es tan competente como Zhang Qiling. Aprovecha todas las oportunidades para ganar dinero y se nota que es muy caro. Al igual que Zhang Qiling, se sabe muy poco sobre su pasado; se dice que su verdadero nombre es muy feo. Tiene vínculos con la familia Qi de Changsha Old Nine. Se convierte en el mentor de Wu Xie en Tomb of the Sea . Sus ojos son especiales porque cuanto más oscura es una zona, mejor puede ver. Su nombre significa literalmente "Gafas Negras". Debido a sus ojos, a menudo se le llama "Ciego Negro" (en chino: 黑瞎子)".
- Xie Yuchen (en chino: 解雨臣): El actual jefe de la familia Xie, uno de los Viejos Nueve de Changsha. Amigo de la infancia de Wu Xie, es experto en artes marciales, ópera china y otras habilidades. Se destaca que es muy rico, lo suficiente como para pagar a Hei Yanjing varias veces, y es el sucesor y alumno de Er Yue Hong, anterior jefe de la familia Hong de Changsha Old Nine. Debido a su aspecto de "niño bonito" y su tendencia a vestirse de rosa, a menudo se le llama "Xiao Hua" (en chino: 小花), que literalmente significa "pequeña flor".

## Adaptaciones
En 2011, se publicó un manhua serializado, dibujado por Dongdong y Yuelu. Después del quinto volumen, el autor de Daomu Biji tuvo una discusión con Dongdong y Yuelu. Esto, desafortunadamente, terminó con la serie manhua. También hay una novela gráfica serializada estadounidense. Actualmente hay 8 novelas.
En 2014, se anunció que la serie se dividiría en ocho temporadas (aunque solo se han realizado tres temporadas hasta 2020), y la primera temporada se emitirá en 2015. Cubrió los eventos del primer libro y se tituló The Lost Tomb en inglés. r Dongdong y Yuelu. Después del quinto volumen, el autor de Daomu Biji tuvo una discusión con D. En 2019, la segunda temporada de la adaptación de 2015, titulada The Lost Tomb 2, comenzó a transmitirse con un elenco completamente nuevo. Cubre los eventos de los libros segundo, tercero y parcialmente cuarto.
En diciembre de 2020, la tercera temporada de la adaptación de 2015, titulada Ultimate Note, se emitió con un elenco completamente nuevo, además del elenco que regresa de Wang Meng, Zhang Ri Shan, Yin Nan Feng, Chen Pi A Si, Jin Wan Tang de Sha Hai y Hendry Cox de La tumba perdida 2. Cubre los eventos de los libros quinto, sexto y siete.
En 2016, la serie de novelas se adaptó a una película de acción y aventuras titulada Time Raiders. La película recaudó mil millones de yuanes en taquilla, ocupó el noveno lugar en la taquilla más grande de China continental en 2016 y ocupó el quinto lugar en el ranking de taquilla de películas chinas. La precuela, The Mystic Nine, también se adaptó a una serie, seguida de cuatro películas web derivadas que se centran en cuatro de los personajes.
En 2018, la primera secuela se adaptó y se tituló Tomb of the Sea y se emitió con un elenco completamente nuevo y actores que regresaban de The Lost Tomb 2 . Cubre los eventos de la secuela Sha Hai (en chino: 沙海 ) y un poco de Zang Hai Hua (藏海花). Le siguieron tres películas web derivadas, Tomb of the Sea Side Story: Bang Ren (蚌人), Historia paralela de la tumba del mar: Hua Mei (画媒), y Historia paralela de la tumba del mar: Ran Gu (燃骨).
En julio de 2020, se emitió el drama en línea Reunion: The Sound of the Providence, con un nuevo elenco encabezado por Zhu Yilong, además del elenco que regresa de "Fatty" Wang, Kan Jian, Huo Daofu y los actores que regresan de Tomb of the Sea . Dividida en dos temporadas con 62 episodios en total, adaptó la novela secuela Reboot: Thunder at the Distant Sea (重启之极海听雷). Una breve serie web derivada, Reunion: The Sound of the Providence Side Story: Ping Yao Wang Shi (平妖往事) fue lanzado, centrándose en el antepasado compartido de los personajes secundarios.
En 2021, la secuela de la temporada de The Lost Tomb 2, The Lost Tomb 2: Explore With the Note, comenzó a transmitirse con un elenco completamente nuevo, además de los elencos que regresan de "Fatty" Wang, Mrs. Huo, Hendry Cox y Wu Sanxing de La tumba perdida 2 . Cubre los eventos del cuarto libro. Otra breve serie web derivada, Echo of Moonfall (月陨回声) fue lanzado, centrándose en los personajes secundarios de Reunion: The Sound of the Providence . La película de acción y aventuras Reunion: Escape from the Monstrous Snake también se estrenó con un elenco completamente nuevo, además del elenco que regresa de Hei Yanjing de Tomb of the Sea. Es una historia paralela que se centra en Hei Yanjing y su aventura en Camboya.
En 2022, se estrenó la película de acción y aventuras Reunion 2: Mystery of the Abyss con un elenco completamente nuevo, además del elenco que regresa de Hei Yanjing de Tomb of the Sea y Reunion: Escape from the Monstrous Snake. Es una historia paralela cuya trama fue desarrollada por el autor y se centra en personajes secundarios de la serie. Cronológicamente, tiene lugar antes de la novela adicional Avanzando a través de la noche florida: el final llega sin sonido y después de las dos secuelas de Reunión. También se completó el rodaje de la secuela de la temporada de Tombe of the Sea, Tibetian Sea Flower.